# Erich Nigg

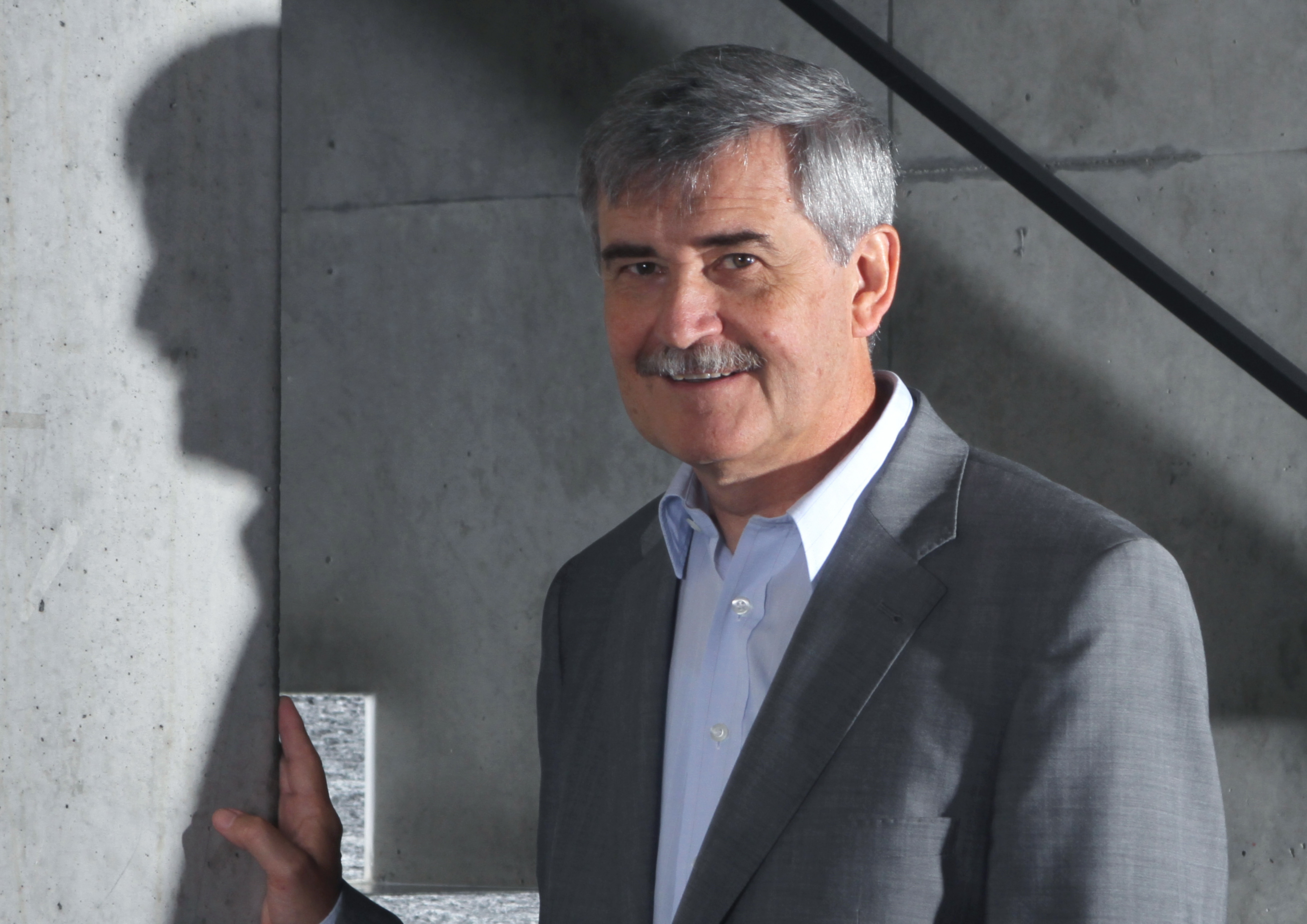
Erich Nigg, 2011

Erich Alois Nigg (* 28. November 1952 in Uster) ist ein Schweizer Zellbiologe und ehemaliger Direktor des Biozentrums der Universität Basel.

## Leben
Erich Nigg promovierte 1980 an der ETH Zürich (Biochemie). Anschliessend forschte er an der Universität von Kalifornien in San Diego, der ETH Zürich sowie dem Schweizerischen Institut für Experimentelle Krebsforschung (ISREC). Ab 1995 war er Professor für Molekularbiologie an der Universität Genf, bevor er 1999 Direktor am Max-Planck-Institut für Biochemie in Martinsried (Deutschland) wurde. Von 2009 bis 2018 war Erich Nigg Professor für Zellbiologie und Direktor des Biozentrums der Universität Basel.

## Wirken
Nach frühen Arbeiten über biologische Membranen, die Struktur des Zellkerns sowie Mechanismen der Signalübertragung in den Zellkern konzentrierte sich Erich Nigg auf die Erforschung des Zellzyklus. Seine Forschungsergebnisse sind grundlegend  für das Verständnis der Verteilung menschlicher Chromosomen während der Zellteilung, die Steuerung der Mitose, sowie die Aufklärung der Struktur und Funktion von Zentrosomen. Diese Arbeiten sind medizinisch relevant, da Störungen in mitotischen Prozessen zur genetischen Instabilität von Krebszellen beitragen und Zentrosomen-Anomalien Krankheiten verursachen (Hirnerkrankungen und Ciliopathien). Zudem gelten Steuerungsenzyme des Zellzyklus (Proteinkinasen) als attraktive Zielmoleküle für neue therapeutische Wirkstoffe.

## Auszeichnungen und Mitgliedschaften
- 1991: gewähltes Mitglied der European Molecular Biology Organization (EMBO)
- 1992: Friedrich Miescher Preis
- 1993: Robert-Wenner-Preis für Krebsforschung
- 1998: gewähltes Mitglied der Academia Europaea
- 2004: Meyenburg-Preis der Wilhelm und Maria Meyenburg-Stiftung
- 2005: gewähltes Mitglied der Deutschen Akademie der Naturforscher Leopoldina in Deutschland[3]
- 2009: gewähltes Mitglied der European Academy of Cancer Sciences

## Publikationsliste
- mit R. J. Cherry: Dimeric association of band 3 in the erythrocyte membrane demonstrated by protein diffusion measurements. In: Nature. v277(5696), 1979, S. 493–494.
- mit G. Schäfer, H. Hilz und H. M. Eppenberger: Cyclic-AMP-dependent protein kinase type II is associated with the Golgi complex and with centrosomes. In: Cell. 41(3), 1985, S. 1039–1051.
- mit R. A. Borer, C. F. Lehner und H. M. Eppenberger: Major nucleolar proteins shuttle between nucleus and cytoplasm. In: Cell. 56(3), 1989, S. 379–390.
- mit M. Peter, J. Nakagawa, M. Dorée und J. C. Labbé: Identification of major nucleolar proteins as candidate mitotic substrates of cdc2 kinase. In: Cell. 60(5), 1990, S. 791–801.
- mit M. Peter, J. Nakagawa, M. Dorée und J. C. Labbé: In vitro disassembly of the nuclear lamina and M phase-specific phosphorylation of lamins by cdc2 kinase. In: Cell. 61(4), 1990, S. 591–602.
- mit M. S. Schmidt-Zachmann, C. Dargemont und L. C. Kühn: Nuclear export of proteins: the role of nuclear retention. In: Cell. 74(3), 1993, S. 493–504.
- mit A. Blangy, H. A. Lane, P. d'Hérin, M. Harper und M. Kress: Phosphorylation by p34cdc2 regulates spindle association of human Eg5, a kinesin-related motor essential for bipolar spindle formation in vivo. In: Cell. 83(7), 1995, S. 1159–1169.
- mit P. Meraldi, J. Lukas, A. M. Fry und J. Bartek: Centrosome duplication in mammalian somatic cells requires E2F and Cdk2-cyclin A. In: Nat Cell Biol. 1(2), 1999, S. 88–93.
- mit S. Martin-Lluesma und V. M. Stucke: Role of Hec1 in spindle checkpoint signaling and kinetochore recruitment of Mad1/Mad2. In: Science. 297(5590), 2002, S. 2267–2270.
- mit J. S. Andersen, C. J. Wilkinson, T. Mayor, P. Mortensen und M. Mann: Proteomic characterization of the human centrosome by protein correlation profiling. In: Nature. 426(6966), 2003, S. 570–574.
- mit M. Casenghi, P. Meraldi, U. Weinhart, P. I. Duncan und R. Körner: Polo-like kinase 1 regulates Nlp, a centrosome protein involved in microtubule nucleation. In: Dev Cell. 5(1), 2003, S. 113–125.
- mit R. Habedanck, Y. D. Stierhof und C. J. Wilkinson: The Polo kinase Plk4 functions in centriole duplication. In: Nat Cell Biol. 7(11), 2005, S. 1140–1146.
- mit C. Baumann, R. Körner und K. Hofmann: PICH, a centromere-associated SNF2 family ATPase, is regulated by Plk1 and required for the spindle checkpoint. In: Cell. 128(1), 2007, S. 101–114.
- mit J. Kleylein-Sohn, J. Westendorf, M. Le Clech, R. Habedanck und Y. D. Stierhof: Plk4-induced centriole biogenesis in human cells. In: Dev Cell. 13(2), 2007, S. 190–202.
- mit A. Santamaria, B. Wang, S. Elowe, R. Malik, F. Zhang, M. Bauer, A. Schmidt, H. H. Silljé und R. Körner: The Plk1-dependent phosphoproteome of the early mitotic spindle. In: Mol Cell Proteomics. 10(1), 2011, S. M110.004457.[4]